# Résolution 201 du Conseil de sécurité des Nations unies
Membres permanents
- Chine (Taïwan)
- États-Unis
- France
- Royaume-Uni
- URSS

Membres non permanents
- Bolivie
- Côte d'Ivoire
- Jordanie
- Malaisie
- Pays-Bas
- Uruguay

Résolution no 200 Résolution no 202

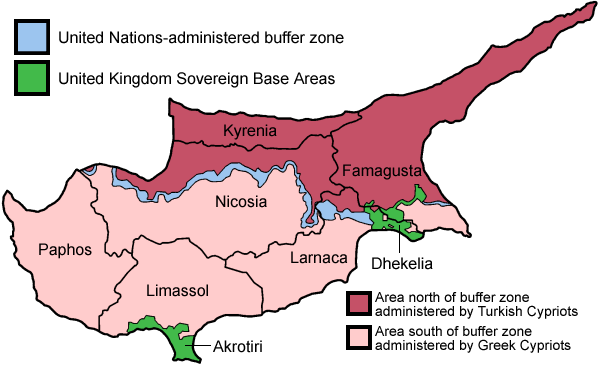
Carte des districts de Chypre montrant la République turque de Chypre-Nord, les bases souveraines du Royaume-Uni et la zone tampon des Nations Unies.

La Résolution 201  est une résolution du Conseil de sécurité des Nations unies adoptée le 19 mars 1965, dans sa 1193e séance, après avoir réaffirmé les résolutions antérieures sur le sujet de Chypre (résolutions 186,187, 192 et 198), le Conseil a prorogé le stationnement de la Force des Nations unies chargée du maintien de la paix à Chypre (UNFICYP pour United Nations Peacekeeping Force in Cyprus) pour une période supplémentaire de trois mois, à la fin, le 26 juin 1965..

## Vote
La résolution a été approuvée à l'unanimité.

## Texte
- Résolution 201 Sur fr.wikisource.org
- Résolution 201 Sur en.wikisource.org